# مدحت عبد الهادي
مدحت عبد الهادي (12 يوليو 1974، القاهرة مصر - ) هو لاعب كرة قدم مصري، يلعب كمدافع، لعب 138 مباراة وسجل 7 أهداف، شارك في كأس الأمم الأفريقية لكرة القدم 1998.

## مسيرته

### مسيرته مع المنتخبات الوطنية
- 1995 - 2003 لعب مع منتخب مصر لكرة القدم 52 مباراة سجل خلالها هدف.

### مسيرته مع الأندية
- 1994 - 2006 لعب مع نادي الزمالك 63 مباراة سجل خلالها 6 أهداف.
- 2000 - 2001 لعب مع كوجالي سبور 23 مباراة.

## روابط خارجية
- مدحت عبد الهادي على موقع الاتحاد الدولي (مؤرشف)  (الإنجليزية)
- مدحت عبد الهادي على موقع اتحاد تركيا (لاعب) (الإنجليزية)
- مدحت عبد الهادي على موقع قاعدة بيانات كرة القدم.إي يو (الإنجليزية)
- مدحت عبد الهادي على موقع ناشيونال فوتبول تيمز (الإنجليزية)